# Monastero della Santissima Annunziata (Grosseto)
Il monastero della Santissima Annunziata era un complesso religioso situato nel centro storico di Grosseto.
La sua ubicazione era nella parte occidentale del centro, nell'area compresa tra il bastione Molino a Vento e il bastione Garibaldi delle mura di Grosseto. Al monastero sarebbe da riferirsi anche la vicina chiesa di San Benedetto.

## Storia
La presenza di una comunità di monache benedettine è documentata a Grosseto in epoca alto-medievale. In una lettera del 21 maggio 1180 che il vescovo Martino ricevette da papa Alessandro III, si legge la raccomandazione ad agevolare le monache di Sant'Ambrogio di Montecellesi, intenzionate a stabilirsi presso il poggio di Montecurliano, in un più ampio quadro di permuta territoriale tra la mensa diocesana e i conti Aldobrandeschi.
In seguito agli interventi militari di Siena per il controllo della città di Grosseto alla metà del XIII secolo, che videro le fortificazioni della città demolite e ricostruite, il monastero andò incontro ad un forte degrado, finché non risultava già abbandonato nel 1270, con le monache riparate a Siena presso il convento di Santa Margherita a Porta Tufi. A lungo disabitato, soltanto all'inizio del XV secolo è nuovamente documentata la presenza di una comunità monastica, quando divenne sede delle monache terziarie francescane, secondo la regola di santa Chiara. A cominciare dal 1421 fu prevista negli statuti comunali grossetani un'offerta da lasciare ogni anno all'oratorio delle suore di Santa Chiara per il 25 marzo, festa della Santissima Annunziata. La comunità non ebbe tuttavia una solida continuità, a giudicare dallo scarso numero di monache e dalla testimonianza di periodi in cui il convento risultava disabitato; ad esempio, nel 1479 il convento risultava abbandonato e papa Sisto IV assegnò il possesso dell'edificio, con rescritto del 2 maggio, al Capitolo della cattedrale di Grosseto, salvo poi ritornare sede dell'ordine di Santa Chiara pochi decenni più tardi.
Il monastero venne infine demolito nel 1577, durante i lavori per l'edificazione della nuova cinta muraria voluta dai Medici, precisamente il tratto di cortina muraria tra il baluardo di San Michele e il baluardo delle Monache, così denominato proprio in ricordo del perduto convento. Le poche suore rimaste furono trasferite in case in affitto, prima di ricevere una sistemazione presso un nuovo convento da costruirsi nel "Prato di San Francesco", di fronte all'omonima chiesa. Il nuovo edificio fu abitato a partire dal 1585, quando venne concluso il piano terra di quello che diventerà poi il convento delle Clarisse.